# Guayaquila prunitia
Guayaquila prunitia är en insektsart som beskrevs av Butler. Guayaquila prunitia ingår i släktet Guayaquila och familjen hornstritar. Inga underarter finns listade i Catalogue of Life.